# Jinggou, Shandong
Jinggou (kinesiska: 井沟, 井沟镇) är en köping i Kina. Den ligger i provinsen Shandong, i den östra delen av landet, omkring 230 kilometer öster om provinshuvudstaden Jinan. Antalet invånare är 62917. Befolkningen består av 31 556 kvinnor och 31 361 män. Barn under 15 år utgör 16,0 %, vuxna 15-64 år 71 %, och äldre över 65 år 12,0 %.
Genomsnittlig årsnederbörd är 757 millimeter. Den regnigaste månaden är juli, med i genomsnitt 239 mm nederbörd, och den torraste är januari, med 11 mm nederbörd.